# Schmidt János (labdarúgó)
Schmidt János (Budapest, 1904. március 3. – Budapest, 1987. november 12.) válogatott magyar labdarúgó, csatár, jobbszélső.

## Pályafutása

### Klubcsapatban
A Budai 33 labdarúgója volt. Gyors, technikás labdarúgó volt, akinek pontos beadásaból számos gól született. Ő maga ritkán szerzett gólt.

### A válogatottban
1927-ben két alkalommal szerepelt a válogatottban.

## Statisztika

### Mérkőzései a válogatottban
| Magyarország | Magyarország      | Magyarország              | Magyarország | Magyarország | Magyarország  | Magyarország | Magyarország | Magyarország |
| #            | Dátum             | Helyszín                  | Hazai        | Eredmény     | Vendég        | Kiírás       | Gólok        | Esemény      |
| ------------ | ----------------- | ------------------------- | ------------ | ------------ | ------------- | ------------ | ------------ | ------------ |
| 1.           | 1927. április 10. | Budapest. Üllői úti pálya | Magyarország | 3 – 0        | Jugoszlávia   | barátságos   | -            |              |
| 2.           | 1927. június 12.  | Budapest. Üllői úti pálya | Magyarország | 13 – 1       | Franciaország | barátságos   | -            |              |
|              | Összesen          |                           |              | 2            | mérkőzés      |              | 0            | gól          |